# Michael Turner
|  | Aquest article tracta sobre el cosmòleg. Si cerqueu altres persones amb el mateix nom, vegeu «Michael Turner (desambiguació)». |

Michael Turner   (Los Angeles, 29 de juny de 1949) és un cosmòleg, professor de la Universitat de Chicago que estudia l'origen de l'univers. A partir de la física de partícules, va predir l'existència de l'energia fosca, responsable de l'acceleració de l'expansió del cosmos. Segons les seves investigacions, aquesta energia podria ser també la responsable de l'asimetria entre matèria i antimatèria (fenomen conegut amb el nom de bariogènesi).
És coautor, amb Edward Kolb, del popular llibre de text L'Univers Primerenc (Addison-Wesley, 1990). Turner, junt amb E. Kolb, va ser guardonat amb el Premi Dannie Heineman d'Astrofísica el 2010. Diversos altres guardons, entre els quals destaquen els premis de l'American Astronomical Society, avalen la seva trajectòria científica i acadèmica.